# Lacoste (Vaucluse)
Lacoste (in occitano La Còsta) è un comune francese di 430 abitanti situato nel dipartimento della Vaucluse della regione della Provenza-Alpi-Costa Azzurra.
Il comune fa parte del perimetro del Parco naturale regionale del Luberon.

## Geografia fisica
Lacoste è un paese posto a qualche chilometro da Bonnieux, Ménerbes, Goult e Gordes.
Le città più vicine sono Apt (10 km), Cavaillon (21 km) e L'Isle-sur-Sorgues (22 km).

### Accesso
Vi si arriva dalla strada nazionale 100 e da Ménerbes dalla D 109.

### Rilievo
Il paese è posto sul fianco del piccolo Luberon e gode d'una esposizione nord di fronte al maestrale e est con il suo vecchio castello in cima. Questa posizione gli offre, dal castello, una superba vista sulla pianura di Bonnieux, il Monte Ventoso e le Alpi.
Il comune si estende sino in cima dove si trova la foresta di cedri al sud e scende verso la pianura di Calavon a nord.

### Idrografia
Alcuni ruscelli

## Storia
Citata nel 1056 come « Costa ». Poiché Lacoste si trovava in Provenza, contrariamente alle località vicine riunite nel "Comtat Venaissin", fu annessa alla Corona di Francia dal 1481.
Dopo le disgrazie del XIV secolo (peste, guerre, brigantaggio, etc.), il paese venne ripopolato alla fine del XV secolo dai valdesi. Avendo i Valdesi aderito alla riforma nel 1532, nell'aprile 1545 una persecuzione fu organizzata contro di loro dal Parlamento d'Aix: le truppe di Paulin de La Garde, sotto la guida del primo Presidente del Parlamento d'Aix, Maynier, signore d'Oppède, saccheggiarono il paese. Le terre furono confiscate, gli uomini massacrati, le donne violentate prima d'essere uccise. Il massacro di Lacoste, insieme al massacro di Mérindol, è uno dei più orribili di questa persecuzione.

Nel 1771: il marchese de Sade scappa da Parigi per gli scandali provocati dai suoi scritti e i suoi costumi libertini e si rifugia nel castello di Lacoste, che apparteneva a suo nonno.

Il 12 agosto 1793 viene creato il dipartimento di Vaucluse; Lacoste vi viene inclusa e abbandona così le Bouches-du-Rhône.

## Amministrazione

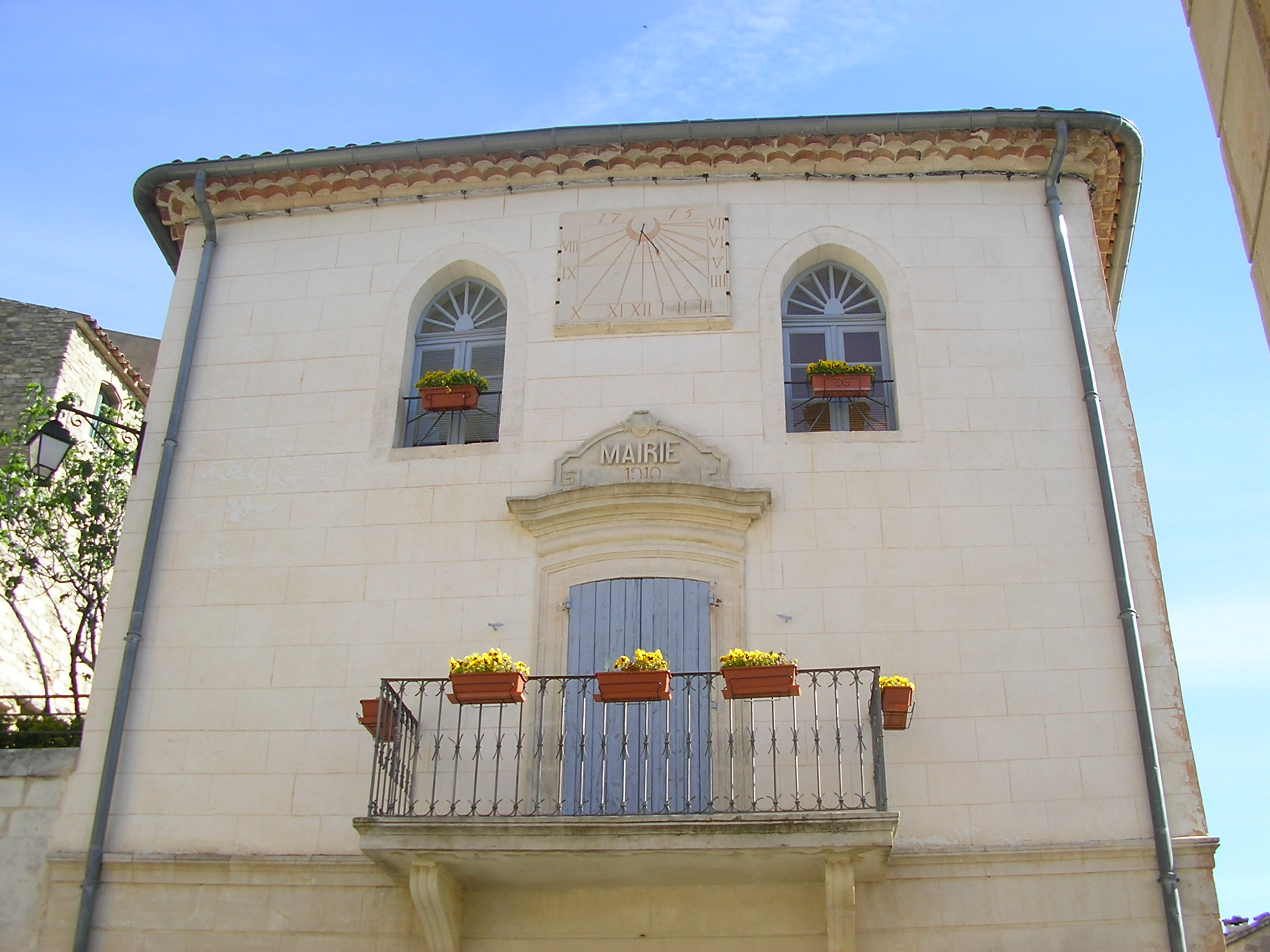
L'edificio dell'Hotel de Ville a Lacoste

## Economia e vita sociale
Il pittore Bernard Pfriem vi ha fondato nel 1970-71 la « Lacoste School of the Arts », ancora in attività, dove ha insegnato anche la pittrice americana Maggie Siner.
Il carisma di Bernard Pfriem e i suoi contatti nel mondo dell'arte gli permisero d'attirare nella sua scuola personalità come Max Ernst, Man Ray, Lee Miller, Henri Cartier-Bresson, Roland Penrose ed altri, che soggiornarono a Lacoste per condividere le loro esperienze.
È questa la più importante attività del comune, nota a livello internazionale.
Il giorno settimanale di mercato è il martedì (mattino).
Sono presenti alcune cave di pietre nei dintorni.

## Agricoltura locale
- Produzione di frutta (tra cui le mandorle)
- Vini AOC (DOC) nel Luberon.

## Economia

### Turismo
Il paese è dotato d'un ufficio di turismo.
Dopo l'arrivo di Pierre Cardin, si organizza annualmente un festival estivo di musica e di teatro nelle antiche cave del castello, sotto l'egida di Eve Ruggieri.

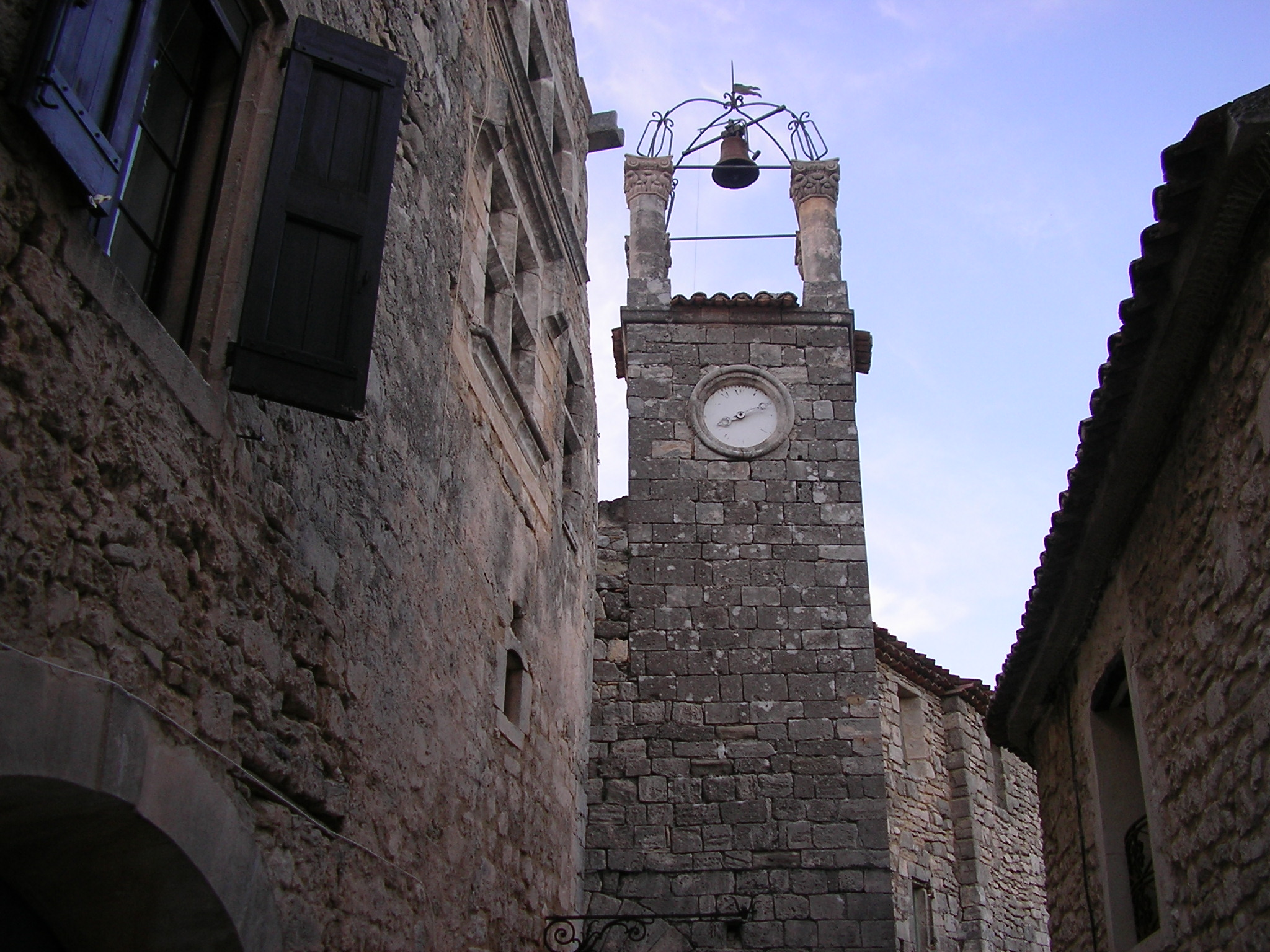
Torretta nel centro storico di Lacoste
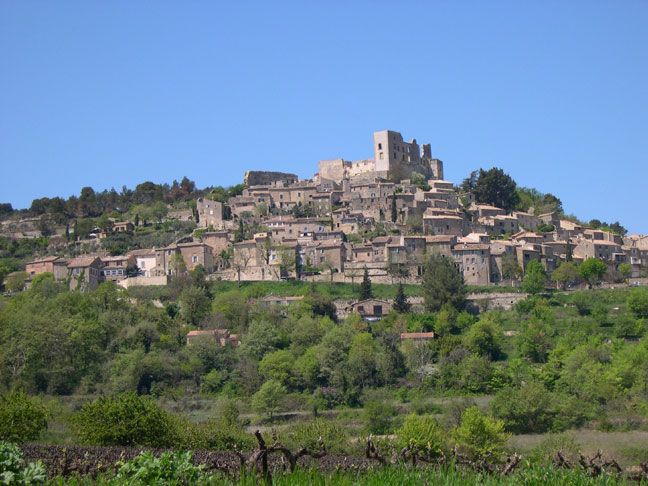
Veduta col castello della famiglia de Sade

## Luoghi e monumenti
- Il castello di Lacoste, appartenuto al marchese de Sade, dell'XI secolo. Attualmente privato (Pierre Cardin)
- Antico tempio protestante del XIX secolo, attualmente sala comunale.

## Società

### Evoluzione demografica
Abitanti censiti